# Frostig trädgrönelav
Frostig trädgrönelav (Scoliciosporum pruinosum) är en lavart som först beskrevs av P. James, och fick sitt nu gällande namn av Vezda. Frostig trädgrönelav ingår i släktet Scoliciosporum och familjen Scoliciosporaceae.  Arten är reproducerande i Sverige. Inga underarter finns listade i Catalogue of Life.